# مگان فیهی
مگان الکساندرا فِـیهی (انگلیسی: Meghann Alexandra Fahy؛ ‏ ‎/ˈfeɪhi/‎؛ ‏ زادهٔ ۲۵ آوریل ۱۹۹۰) خواننده و بازیگر اهل ایالات متحده آمریکا است. وی از سال ۲۰۰۹ میلادی تاکنون مشغول فعالیت بوده‌است.
از فیلم‌ها یا برنامه‌های تلویزیونی که وی در آن نقش داشته‌است، می‌توان به دوشیزه اسلون، جانوران سیاسی، همسر خوب و دختر سخن‌چین اشاره کرد.